# Абулс
А́булс (латыш. Abuls) или А́була, (латыш. Abula, Abulīte; устар. Абул, Аббол) — река в Латвии. Течёт по территории Валмиерского и Смилтенского краёв. Левый приток среднего течения реки Гауя.
Длина реки составляет 52 км (по другим данным — 79 км). Площадь водосборного бассейна равняется 430 км² (по другим данным — 479 км²).
Начинается южнее города Смилтене, на Межольском всхолмлении Видземской возвышенности. Далее течёт по Седской равнине и Трикатскому поднятию Талавской низменности. Впадает в Гаую около Валмиеры, на высоте 30 м над уровнем моря.